# 청송 보광사 극락전 석조아미타삼존불좌상 및 복장물 일괄
청송 보광사 극락전 석조아미타삼존불좌상 및 복장물 일괄(靑松 普光寺 極樂殿 石造阿彌陀三尊佛坐像 및 腹藏物 一括)은 대한민국 경상북도 청송군 청송읍, 보광사 극락전에 봉안되어 있는 불석(佛石)제의 석조아미타삼존불상이다.
2019년 8월 26일 경상북도의 유형문화재 제541호로 지정되었다.

## 지정 사유
이 불상은 보광사 극락전에 봉안되어 있는 불석(佛石)제의 석조아미타삼존불상이다. 중앙의 아미타불상을 중심으로 좌우에 관세음보살상과 대세지보살상이 자리하고 있다. 복장(腹藏)에서 발견된 조성발원문에 의하면, 1735년에 조각승 여철(吕哲)이 중심이 되어 법기(法機), 영초(穎草)와 함께 제작하여 보광사 법당의 주존으로 봉안하였음을 알 수 있다. 여철은 17세기 대표적 조각승인 승호(勝湖)의 계보를 잇는 조각승으로, 그가 독립하여 만든 작품은 지금까지 알려진 것이 없었는데 이 불상을 통해 처음으로 알려진 예라는 점에서 조선시대 불교조각사 연구에 중요한 학술적 의미를 지닌다.
독특한 상호(相好)에서 여철만의 특징이 돋보이는 작품으로, 조성발원문을 통해 조각가, 제작연대, 원 봉안처를 분명히 알 수 있을 뿐만 아니라 작품 상태 또한 양호하므로 복장유물(6매)과 함께 일괄하여 유형문화재로 지정한다.

## 참고 문헌
- 청송 보광사 극락전 석조아미타삼존불좌상 및 복장물 일괄 - 국가유산청 국가유산포털